# Sønderbæk Kirke
Sønderbæk Kirke er en kirke i Sønderbæk Sogn i det tidligere Sønderlyng Herred, Viborg Amt, nu Randers Kommune. Kor og skib er opført i romansk tid fint tilhugne granitkvadre over skråkantsokkel. Ved koret og skibets hjørner ses udkragende, profilerede granitkonsoller, som formodentlig har båret et tagudhæng. Begge døre er bevaret med profilerede kragsten og buestik, syddøren er tilmuret, norddøren stadig i brug. I murværket ses flere rundbuevinduer.
På kirkegården øst for det nuværende våbenhus ses efterladte tilhugne sten. Muligvis er byggeriet gået i stå, eller værkstedet har forberedt nogle sten til et andet byggeri, som ikke er blevet gennemført, ifølge den lokale tradition stammer dette materiale og de genanvendte kvadre i tårnets murværk fra den nedrevne kirke i Hvidding. Tårnet er opført i sengotisk tid af genanvendte kvadre og teglsten. Våbenhuset er fra 1938. I våbenhuset er indsat en monolitoverligger i væggen, desuden ses en gravsten over Maren Mikkelsdatter (død 1669). Døren mellem våbenhus og skib er en gammel jernbunden dør. Kirken blev istandsat i 1938.
Kirken har fladt bjælkeloft. Den falsede korbue er bevaret med rigt profilerede kragbånd. Altertavlen er en katekismustavle fra 1620. Prædikestolen bærer årstallet 1634.
Den romanske døbefont af granit har to par dobbeltløver med fælles hoved på kummen, det ene hoved gaber over en figur.

## Eksterne kilder og henvisninger
- Wikimedia Commons har flere filer relateret til Sønderbæk Kirke
- Sønderbæk Kirke Arkiveret 31. januar 2011 hos  Wayback Machine hos nordenskirker.dk
- Sønderbæk Kirke hos KortTilKirken.dk